# Budemichgraben
Der Budemichgraben ist ein linker Zufluss des Näßlichbachs im bayerischen und hessischen Spessart.

## Geographie

### Verlauf

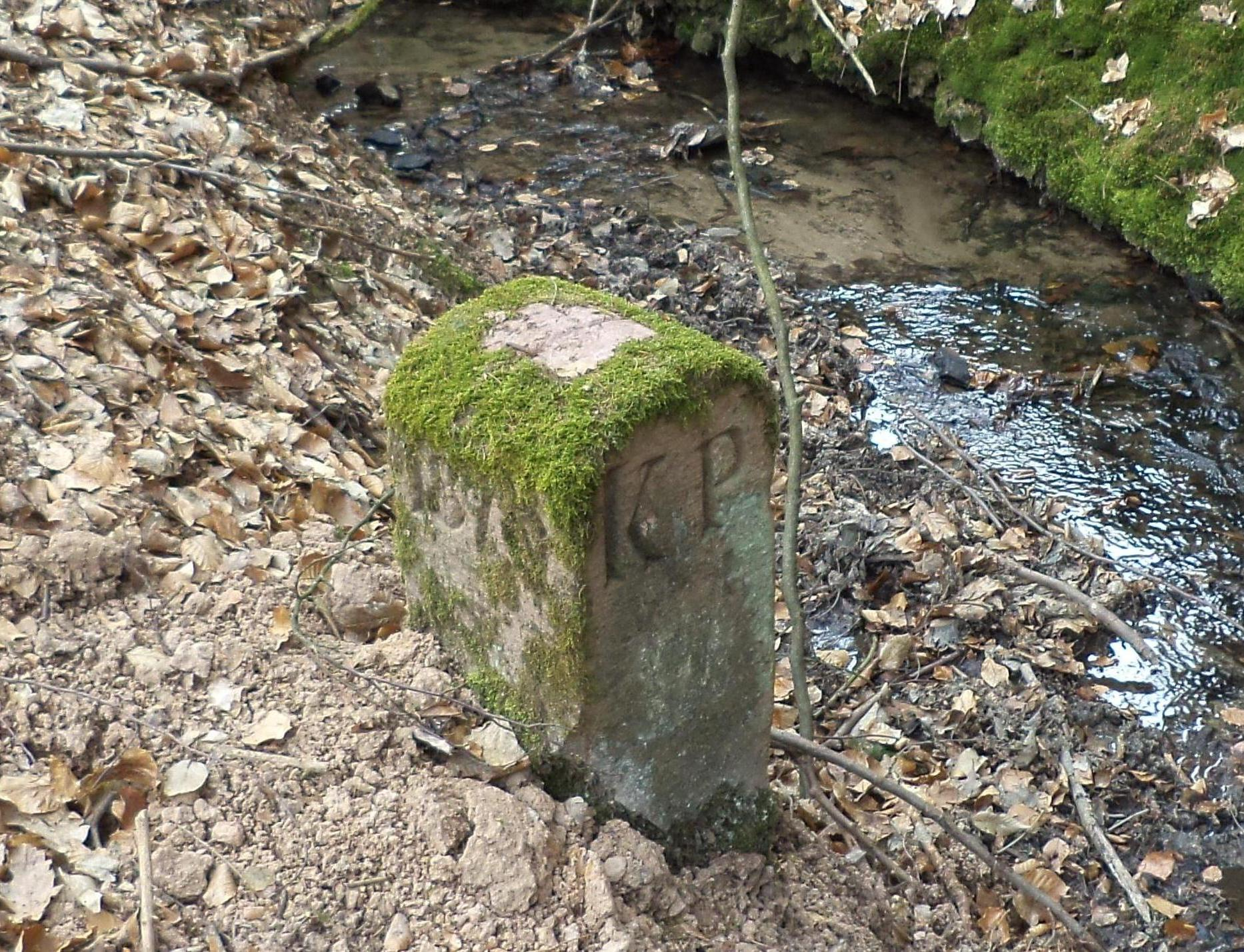
Historischer Grenzstein am Budemichgraben zwischen dem ehem. Königreich Preußen (KP, Vorderseite) und dem ehem. Königreich Bayern (KB, Rückseite)

Der Budemichgraben entspringt im Wald am nördlichen Ortsrand von Geiselbach, auf der Grenze zwischen dem bayerischen Geiselbacher Forst (bis 2015 gemeindefrei) im Landkreis Aschaffenburg und dem hessischen Freigericht im Main-Kinzig-Kreis. Er fließt parallel zur links verlaufenden Landstraße 3269 als Grenzbach in nördliche Richtung und erreicht den Wiesengrund des Landschaftsschutzgebietes Näßlichgrund. Dort fließt er die letzten 100 m in Hessen und mündet östlich von Horbach, in der Nähe der Mariengrotte, von links in den Näßlichbach.
Früher wurde der Budemichgraben auch als Grenzbach zur historischen Hohen Mark angesehen. Auch heute noch begrenzt er den Höhenzug der Sölzert. Auf seiner linken Seite erstrecken sich die Gipfel der Heidköpfe (337 m).

### Flusssystem Kinzig
- Liste der Fließgewässer im Flusssystem Kinzig (Main)